# Антифил
Антифил из Египта (2-я пол. IV в. до н. э.) — древнегреческий художник, ученик Ктесидема. Работал при дворе египетских царей Птолемеев.
Написал картины «Александр Македонский — мальчик», «Александр, Филипп и Афина», «Гриллы» (соединение черт человеческого лица с чертами животного), «Мальчик, раздувающий огонь», «Мастерская пряжи» и другие (все известны только по описаниям). Описания его работ, дошедших до нас, показывают, что он преуспел в свете и тени, в жанровых представлениях и в карикатурах.